# Donough Cairbreach O'Brien

Donnchad Cairbreach mac Domnaill Móir Ua Briain (anglicisé en Donough Cairbrech O'Brien) (mort en 1242) roi de Thomond de 1208 à 1242. 

## Origine
Donough Cairbreach O'Brien est le fils de Domnall Mor O'Brien. Son surnom vient du fait qu'il avait été élevé en fosterage par les Hui-Caibre-Aobha. On ne sait pas exactement quand Donnchad devient roi mais il s'impose définitivement comme le chef de cette turbulente famille quand il est armé chevalier par le roi Jean en 1210.

## Succession paternelle
Les premières années sont occupées par le combat pour la succession paternelle. Son frère Muirchertach Finn semble être devenu roi de Thomond en 1194, mais immédiatement après un conflit éclate entre les héritiers.  
Un troisième frère, Conchobar Ruad mac Domnaill Móir Ua Briain, semble être le vainqueur en capturant Donnchad en 1196, allié avec les anglo-normands et l'année suivante et en s'emparant du royaume de Muirtertach en 1198. Son triomphe est de courte durée, en 1203 il est tué par les suivants de son frère déposé qui est restauré. Les troubles se terminent vers 1207, quand Muirchertach attaque les châteaux normands du nord de l'actuel comté de Tipperary, est trahi, livré par Donnchad aux anglais de Limerick et aveuglé pour avoir été à l'origine du meurtre de leur frère Conchobar Ruaidh ou Roe en 1203. Il reste en captivité jusqu'à son abdication en 1210.

## Règne
Donnchad Cairprech demeure finalement le seul prétendant au trône après la disparition de son cousin-germain Muirchertach mac Briain en 1212. Il s'allie lui-même avec les anglo-normands lors de raids contre les Mac Carthaigh dans le royaume de Desmond en 1201, 1206, et 1214, ensuite de la même manière il participe à des invasions du Connacht. En 1210 il ravage le sud du Connacht avec les anglo-normands du Munster conduit par Geoffroy de Marisco. il envahit une nouvelle fois le Connacht en 1225  et 1230.  En 1235 il doit repousser une expédition de ses anciens alliés contre le Thomond. Son père n'avait pas été l'ami des Mac Carthaigh,et les rivalités traditionnelles entre les deux lignées sont vivaces malgré certaines alliances ponctuelles. Il semble par contre que les interventions d' Ó Briain au Connacht avaient pour but de soutenir les fils de Cathal Crobderg Ua Conchobair, dont l'épouse Mór (d. 1217/18) était la sœur de Donnchad.  
Le roi d'Angleterre lui prend toutefois trois cantons en Corcu Baiscinn (Moyarta, Clonderlaw et Ibrickan) et le canton de Tradree, qu'il accorde au justiciar, John de Gray, qui à son tour les inféode à Reginald de Finegal et Thomas Fitz Adam. Muirchertach Ó Briain semble toutefois être considéré par le pouvoir royal comme le légitime détenteur du territoire du Thomond contre versement d'une rente annuelle.  
La mort en 1216 de Conchobar Ua hÉnna dit Cornelius l'évêque de Killaloe est l'occasion d'un nouveau conflit avec les anglo-normands. Le nouveau Justiciar d'Irlande Geoffroy de Marisco qui possédait des domaines au nord de Tipperary impose son neveu Robert Travers sur le siège épiscopal le 14 janvier 1217 . Bien que son accession soit reconnue par le roi d'Angleterre et qu'il soit consacré par trois les trois évêques anglo-normands de Limerick, Emly et Waterford le clergé irlandais conteste sa nomination et fait appel au pape Honorius III. Ce dernier donne raison à l'archidiacre Domnall Ó hÉnna II dit Donatus  et au chapitre de chanoines de Killaloe et dépose l'intrus. Domnall Ó hÉnna II († vers 1225) est consacré à sa place en 1219. Robert Travers refuse de résigner son épiscopat et avec l'appui de son oncle le Justiciar qui a construit un château à Killaloe en 1207 il résiste jusqu'en mai 1226 quand le pape l'excommunie et le réduit à l'état laic 
Donnchad Ó Briain prend soin de ne pas avoir de conflit direct avec la couronne ou les grands seigneurs féodaux du baronnage anglo-normand. Une seule fois il encourt la défaveur royale quand en 1234 il se trouve du côté de Richard le Maréchal. Il le paie très cher car le Thomond est ravagé par le justiciar l'année suivante. Lorsqu'il meurt en 1242 et les Annales d'Ulster n'hésitent pas à le décrire avec emphase comme une « Tour de splendeur et la grandeur du sud de l'Irlande ».

## Union et postérité
L'union d'une de ses filles,  anonyme avec William de Burgh n'est attestée que par une source gaélique tardive. Il avait épousé Sadh fille de Ó Cennétig morte en 1240 qui lui donne six fils et plusieurs filles dont:
- Toirdhelbach (anglais Turlogh) mort en 1242 la même année que lui selon les Annales d'Ulster ;
- Conchobar Roe O' Brien (anglais Connor) qui lui succède comme roi de Thomond ;
- Sabina épouse de Geoffrey O'Donoughue de Killarney ;
- Sadb, épouse de Sefraid Ó Donnchada, est tuée en 1253 ;
- Slainé abbesse de Corcomroe dans le comté de Clare, fondation de son père en 1190.

## Sources
- (en) C. A. Empey « Ó Briain, Donnchad Cairprech [Donogh Cairbrech O'Brien] (d. 1242) », Oxford Dictionary of National Biography, Oxford University Press, 2004.
- (en) Liens avec University College  Cork & Annales d'Ulster & Annales de Loch Cé
- (en) Joe Power The Normands in Thomond Clare County Library p. 1